# HD 118660
HD 118660，又名BD+15 2602，SAO 100644、HR 5129，是一颗恒星，视星等为6.52，位于銀經345.58，銀緯73.18，其B1900.0坐标为赤經13h 33m 14.3s，赤緯+14° 73.18′ 41″。